# DREAMER DREAMER/どこへも行かないよ
「DREAMER DREAMER／どこへも行かないよ」（ドリーマー・ドリーマー／どこへもいかないよ）は、moumoonのメジャー14枚目のシングルである。

## 概要
前作「儚火」から約4ヶ月ぶりのリリース。今作はCDのみ、CD＋DVDの2種リリースである。DVDには「DREAMER DREAMER」のビデオクリップ、メイキング映像が収録される。
表題曲について、YUKAは「最高に憂鬱でハイテンションなアッパーチューン」とコメントした。カップリング曲「緑の道」は、洋服ブランド「Heather」とのコラボ曲である。

## 収録曲

### CD
1. DREAMER DREAMER
2. どこへも行かないよ
  - テレビ東京系ドラマ『勇者ヨシヒコと悪霊の鍵』エンディングテーマ
3. 緑の道
  - ウェブショートムービー『Heather LOVE♡Short Movies』主題歌
4. DREAMER DREAMER（Instrumental）
5. どこへも行かないよ（Instrumental）
6. 緑の道（Instrumental）

### DVD
1. DREAMER DREAMER（video clip）
2. DREAMER DREAMER（making clip）